# Alice Pasquini

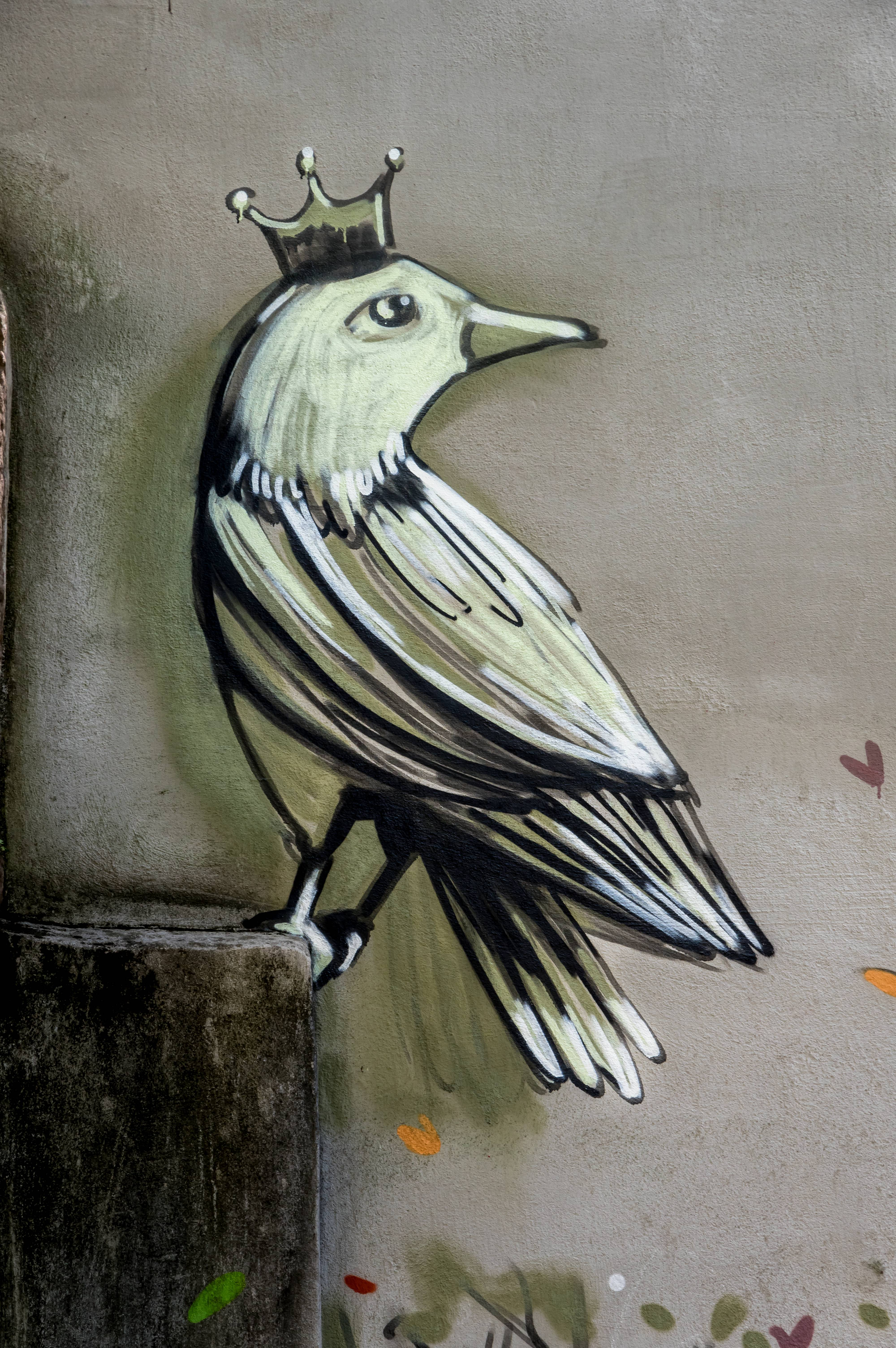
Verträumtes Mädchen, Fribourg-en-Brisgau, juillet 2015

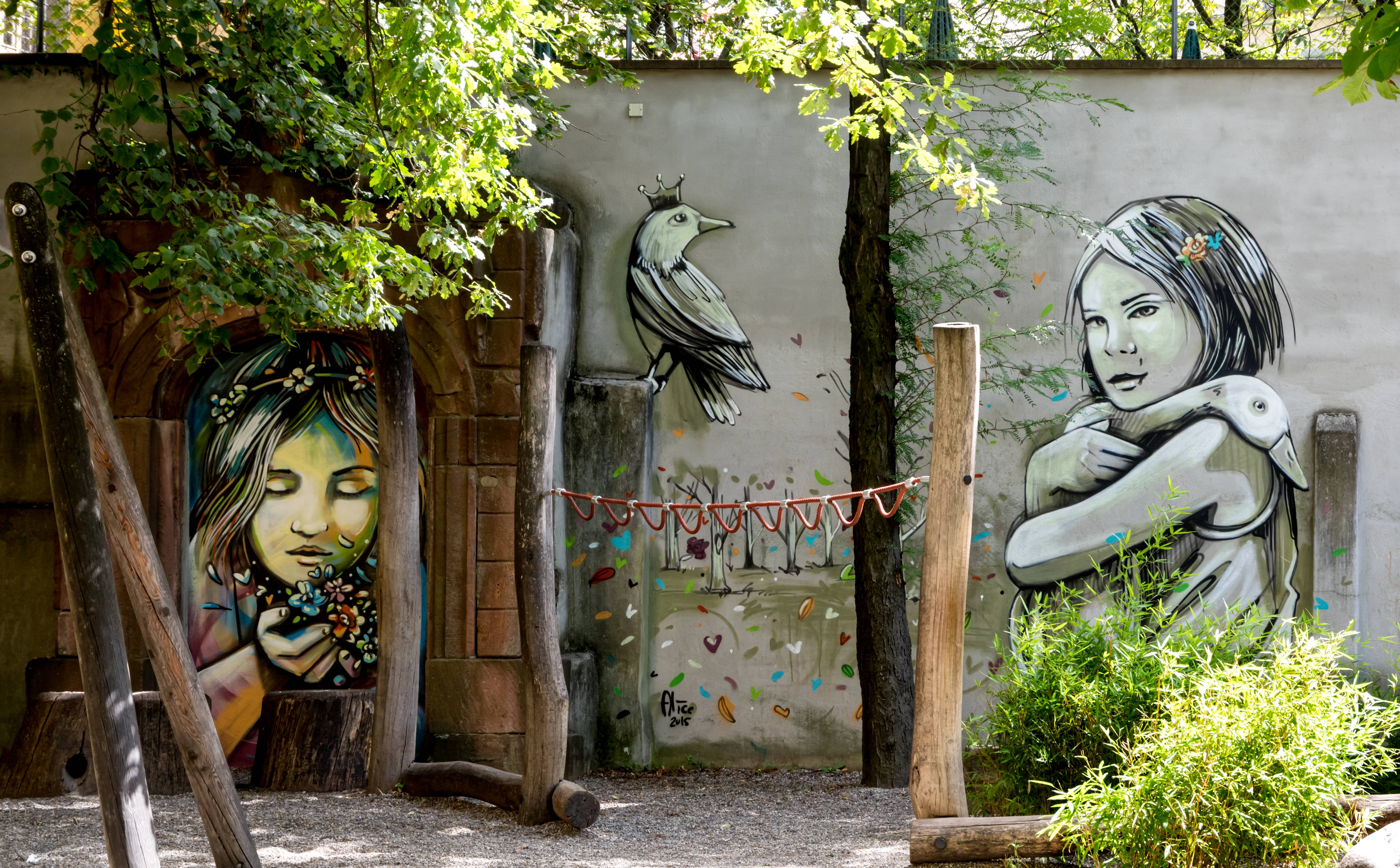
Dessin mural, Kinderspielplatz, Augustinerplatz, Fribourg-en-Brisgau, juillet 2015

Alice Pasquini ou AliCè, née à Rome en 1980, est une artiste de rue, scénographe et illustratrice italienne.

## Biographie
Alice Pasquini a étudié l'art en Europe, à l'Académie des beaux-arts de Rome, à Londres et à l'université complutense de Madrid ou elle obtient un diplôme de critique de l’art en 2004,.
Elle réalise ses premières œuvres de street art en 2006, dans les années 2010 elle travaille régulièrement avec le graffeur Christian Guemy, alias C215, en 2011 elle est invitée par ce dernier à Ivry ou elle laisse des fresques murales,,,,.
Alicé est la directrice artistique du CVTà Street Fest de Civitacampomarano dans la région Molise en Italie,.
Son atelier est à San Lorenzo (Tiburtino) dans le quartier des artistes de Rome.

## Travaux et expositions
2022
- Traduzioni urbane, Ravenne (Italie) (6 octobre - 13 novembre 2022)[12]

2021
- Attitude. Graffiti writing, street art, neo muralismo, Palazzo Blu, Pise (Italie) (14 décembre 2021 - 3 avril 2022)[13]

2020
- Whereabouts, exposition solo, Art3035 Gallery, Amsterdam (Pays-Bas) (24 janvier 2020 - 28 mai 2020)[14]

2019
- Collège international Vauban, peintures murales, évènement parrainé par Le Consulat Général d'Italie à Metz, co-organisé par l'Istituto et le Collège international Vauban, en collaboration avec la Ville de Strasbourg et Eurométropole de Strasbourg, Strasbourg (septembre 2019)[15],[16]

2017
- Electra, Straat Museum, Amsterdam (Pays-Bas) (2017)[17]
- Autumn Release, exposition solo, Line Dot Gallery, Chicago (États-Unis) (2017)
- Nothing Lost, exposition solo, Swinton & Grant Gallery, Madrid (Espagne) (2017)[18]

2016
- Per l’Australia / Passenger, exposition solo, Museo italiano dell'immigrazione , Melbourne (Australie) (2016)[19]
- XX, exposition collective, galerie Saatchi, Londres

2015
- Deep Tides Dry, exposition solo, Centrum Sete Sois Sete Luas, Ponte de Sôr (Portugal) (2015)

2014
- 2014)
- Wall Therapy Festival, Rochester (États-Unis) (2014)
- MACRO musée d'art contemporain de Rome (2014)

2013
- Urban Superstar, exposition collective, Galleria d'Arte Provinciale Santa Chiara et Galleria Nazionale, Cosenza (2013)
- Stroke Art Fair, Munich (Allemagne) (2013)
- Deja Vu Destiny, exposition solo, Dortmund (2013)
- Take Me Anywhere, exposition solo, Galleria Varsi, Rome (Italie) (2013)
- Into the Great Wild Open, exposition solo, Tri-Mission Art Gallery, Ambassade Américaine, Rome (2013)

2012
- Rêverie, fresque à Vitry-sur-Seine (2012)[4]
- Cinderella pissed me off, exposition solo, 999 Contemporary, Rome (Italie) (12 avril - 31 mai 2012)[20]
- Artaq, exposition collective, Espace Pierre Cardin, Paris (2012)
- Las Calles Hablan, exposition collective avec Debens, Tom14, Kenor, Pez, Kafre, Alice, SM172, Ogoch, BToy et Gola, Mutuo Centro de Arte, Barcelone (Espagne) (25 octobre 2012 - 8 novembre 2012)[21],[22]

2011
- Underbelly Project, Paris (2011)
- Jeune Fille Allongée, fresque à Vitry-sur-Seine  (2011)[6]
- Les bulles, fresque à Vitry-sur-Seine  (2011)[5]
- Festival Crimes of Mind, Épisode 3, fresque, Brest (aout 2011)[23]
- Festival Crimes of Mind, Épisode 3, fresque avec C215, Brest (aout 2011)[24]

2010
- Jeunes Filles, fresque à Vitry-sur-Seine avec C215 (2010)[7]
- Pochoirs, fresque à Vitry-sur-Seine  (2010)[8]

### Illustrations
- Vertigine, Melissa P, ed. Rizzoli (février 2011) [25]

### Monographies
- (en) Crossroads : A Glimpse Into the Life of Alice Pasquini, Drago Arts & Communication, décembre 2019, 324 p. (ISBN 978-8898565528, présentation en ligne)

### Vidéos
- (en) [vidéo] Straat Museum, « STRAAT Talks with Alice Pasquini », sur YouTube, 2022